# Тюремная литература

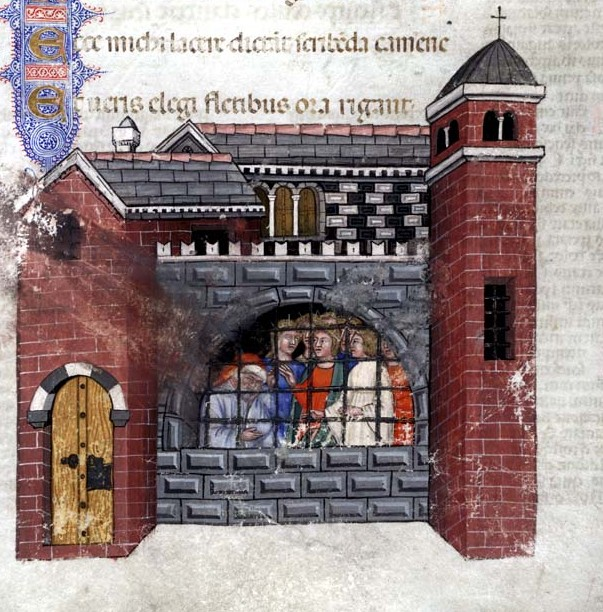
Древнеримский философ Боэций написал свой труд Утешение философией в 524 году в заключении (иллюстрация из манускрипта 1385 года)

Тюремная литература — литературные произведения, написанные людьми в заключении, либо произведения, написанные людьми, побывавшими в заключении, описывающие их тюремный опыт. Она включает в себя как художественные произведения, так и мемуары, дневники, письма.
Авторами таких произведений являются как те, кто попал в заключение по политическим мотивам, так и люди, обвинённые (справедливо или несправедливо) в общеуголовных преступлениях.
Как отмечает Филипп Лежён, большинство свидетельств о тюрьмах написаны уже на свободе, а не в заключении.

## Примеры
- «Записки из Мёртвого дома» Ф.М. Достоевского;
- «Колымские рассказы» В.Т. Шаламова;
- «Один день Ивана Денисовича» А.И. Солженицына;
- «Архипелаг ГУЛАГ» А.И. Солженицына;
- «И возвращается ветер…» В.К. Буковского
- «Одлян, или Воздух свободы» Л.А. Габышева;
- «По тюрьмам» Э.В. Лимонова;
- «Репортаж с петлёй на шее» Ю. Фучика;
- «Мотылёк» А. Шарьера.